# Congochromis squamiceps
Congochromis squamiceps és una espècie de peix de la família dels cíclids i de l'ordre dels perciformes.

## Morfologia
- Els mascles poden assolir 6,5 cm de longitud total.[2]
- Nombre de vèrtebres: 26-27.[3]

## Hàbitat
Viu en zones de clima tropical entre 25 °C-28 °C de temperatura.

## Distribució geogràfica
Es troba a Àfrica: riu Lindi.